# Extensio
Extensio (lateinisch für „Ausdehnung“; von lateinisch extendere ‚ausdehnen, ausbreiten‘) wird als musikalische Figur in erster Linie von Christoph Bernhard (1628–1692) und Johann Gottfried Walther (1684–1748) beschrieben als „Dissonanz ziemlich lange währende Veränderung“ und meint damit einen länger andauernden Dissonanzklang.
Die Extensio ist die Verlängerung eines dissonanten Klangs mit Hilfe einer multiplicatio, die einen Durchgang oder eine Synkope ausdehnt oder verlängert. 
Die Extensio gehört für C. Bernhard zu den Figuren des stylus theatralis (von ihm auch stylus recitativus genannt). Darin wird die Verwendung von Dissonanzen freier gehalten, da die Singstimme nur von einem basso continuo begleitet wird, andere Stimmen darauf also keinen Einfluss nehmen.